# Knulp
Knulp är en roman från 1915 av den tyske författaren Hermann Hesse. Den handlar om Knulp, en åldrad, verserad och uppskattad luffare som är på väg till sin hemstad för att dö. Berättelsen är indelad i tre delar.
Enligt Hesse var tanken att Knulp skulle motsvara Jean-Jacques Rousseaus idé om den antidekadenta, naturliga människan. Hesse sammankopplade också figuren med sina barndomsminnen från Calw. Återkommande har kritiker även dragit paralleller till idéer ur Friedrich Nietzsches filosofi.
Hesse skrev mittavsnittet av romanen 1907 när han bodde i Gaienhofen, medan del ett och del tre skrevs 1913 respektive 1914, efter att han hade flyttat till Bern. Boken gavs ut 1915 av S. Fischer Verlag. En svensk översättning av Daniel Hjorth gavs ut 1971. År 2009 kom en nyöversättning av Erik Ågren.